# کارل فون اسن
کارل فون اسن (انگلیسی: Carl von Essen؛ زادهٔ ۱۸ اکتبر ۱۹۴۰) شمشیرباز اهل سوئد بود.
وی در مسابقات کشوری و بین‌المللی در مجموع برندهٔ ۱ مدال طلا شده‌است.